# Heinrich Hager

Heinrich Hager

Heinrich Hager (* 7. Dezember 1893 in Stadtsteinach; † 27. September 1941 in Perekop (Armjansk)) war ein deutscher Freikorpskämpfer, Politiker (NSDAP) und Gymnasiallehrer.

## Leben und Wirken
Hager besuchte zunächst von 1900 bis 1904 die Volksschule in Presseck, dann das Neue Gymnasium in Bamberg und zuletzt, von 1913 bis 1914, das Königlich Bayerische Lyzeum Bamberg. Von 1914 bis 1918 nahm Hager mit dem Heer und der Fliegertruppe am Ersten Weltkrieg teil, in dem er bis zum Oberleutnant der Reserve im Infanterieregiment 42 befördert wurde. Im Krieg wurde Hager mit zahlreichen Orden und Ehrenzeichen ausgezeichnet: So erhielt er das Eiserne Kreuz beider Klassen, das Bayerische Militärverdienstkreuz II mit Krone und Schwertern, den Bayerischen Militärverdienstorden IV. Klasse, den Ehrenbecher „Dem Sieger im Luftkampf“, das Baltenkreuz, das Russische Armeekreuz, das Verwundetenabzeichen in Schwarz und das Flugzeugführerabzeichen. Mit Ende des Ersten Weltkriegs verließ er die Reichswehr im Range eines Oberleutnants.
1919 beteiligte Hager sich mit der „Eisernen Schar Berthold“ an der Niederschlagung der Bayerischen Räterepublik. Von 1919 bis 1921 studierte er neuere Sprachen an der Universität München. 1922 und 1923 legte er die Staatsexamina für die Lehrbetätigung in den Neueren Sprachen ab. 1923 heiratete er. In den folgenden Jahren verdiente er seinen Lebensunterhalt als Lehrer am humanistischen Gymnasium in Hof und an der Oberrealschule in Bayreuth.
Zum 1. Dezember 1929 trat Hager in die NSDAP (Mitgliedsnummer 170.356) und kurz darauf zum 1. Februar 1930 in die SA ein. Nach der Führung des SA-Sturmbanns Bayreuth übernahm er im September 1931 die Führung über die SA-Standarte 7 (Bayreuth), bald darauf im November 1931 die des Gausturms Oberfranken. Bei der Reichstagswahl vom Juli 1932 wurde Hager als Kandidat der NSDAP für den Wahlkreis 26 (Franken) in den Reichstag der Weimarer Republik gewählt. Ebenfalls im Juli 1932 wurde er zum SA-Oberführer befördert. Nachdem sein Mandat bei den folgenden fünf Reichstagswahlen – im November 1932, März 1933, November 1933, März 1936 und Mai 1938 – bestätigt wurde, gehörte er dem deutschen Parlament insgesamt knapp neun Jahre lang, bis zu seinem Tod im September 1941, an. Zu den wichtigen parlamentarischen Ereignissen, an denen Hager während seiner Abgeordnetenzeit beteiligt war, zählte unter anderem auch die Abstimmung über das – auch mit seiner Stimme beschlossene – Ermächtigungsgesetz im März 1933.
Im August 1934 wurde Hager zum Gauamtsleiter von Bayreuth berufen. Mit Wirkung vom 1. September 1934 zum Studienrat, und mit Urkunde vom 10. Dezember 1937 zum Oberstudienrat ernannt. Am 1. Mai 1938 wurde Hager zum Kreisleiter des Kreises Bayreuth-Eschenbach ernannt. Hinzu kamen Funktionen als Führer der SA-Brigade 77 (Oberfranken) und Gauausbildungsleiter des Gaues Bayerische Ostmark.
Mit Beginn des Zweiten Weltkriegs war er aktiver Offizier der Wehrmacht. Er fiel am 27. September 1941 als Hauptmann bei Kriegshandlungen in der Ukraine.